# Dolina Konińska
Dolina Konińska (318.13) – mezoregion fizycznogeograficzny w okolicach Konina i w samym Koninie. Dolina znajduje się w pobliżu Warty. Najbardziej znane miejsca doliny to:
- tereny podmokłe w okolicach dzielnicy Chorzeń,
- wsie Węglewskie Holendry i Rumin leżące na zachód oraz Zalesie i Szczepidło, leżące na wschód od Konina,
- wyspa Pociejowo